# Рытов, Исраэль
Рытов Исраэль ( 5 апреля 1895, Погост, Минской губернии — 19 июня 1976, Тель-Авив ) — израильский публицист, переводчик. Один из руководителей кооперативного движения в Эрец-Исраэль.

## Биография
Родился в семье раввина Якова Рытова и Эльки Словийчик. Получил традиционное еврейское религиозное образование в хедере и Лидской иешиве. Во время учёбы в Екатеринославе принимал активное участие в движении «Цеирей Цион».
С 1921 — в Польше, где входил в центральный состав организации «Гехалуц». Публиковал статьи о сионизме и кооперации в газетах «Гайнт», «Дос ворт» и «Фолскблат».
В 1932 иммигрировал в подмандатную Палестину. Входил в состав Гистадрута, национального совета МАПАЙ, штаба Хаганы, был председателем «Керен ха-Йесод» и членом Совета директоров Еврейского национального фонда. Принимал участие в пяти Сионистских конгрессах. Писал статьи в «Поалей ха-Цаир» и «Давар».